# Melanoseps longicauda
Melanoseps longicauda — вид сцинкоподібних ящірок родини сцинкових (Scincidae). Ендемік Танзанії.

## Поширення і екологія
Melanoseps longicauda відомі з типової місцевості, розташованої в Лісовому заповіднику Манга на півдні Танзанії.